# Saarländischer Schachverband

Logo des Saarländischen Schachverbands

 Der Saarländische Schachverband 1921 e. V. (SSV) wurde am 13. Dezember 1921 gegründet und hat seinen Sitz in Saarbrücken. Er ist als einer von 17 Landesverbänden Mitglied des Deutschen Schachbundes und außerdem Mitglied im Landessportverband für das Saarland (LSVS). Der SSV betreut im Saarland etwa 1500 Schachspielerinnen und Schachspieler in ca. 50 Vereinen.

## Organisationsaufbau
Der Saarländische Schachverband wird von einem Vorstand geführt, dem der Präsident als Vorsitzender, der Vizepräsident, der Ressortleiter Finanzen, der Ressortleiter Spielbetrieb, der Ressortleiter Breitensport, der Ressortleiter Ausbildung sowie der 1. Vorsitzender der Saarländischen Schachjugend mit Sitz und Stimme angehören. Der Geschäftsführer des SSV beim LSVS nimmt beratend an den Sitzungen des Geschäftsführenden Vorstandes teil.
Präsident des SSV ist seit dem 4. Juni 2016 Wolfgang Bender. Herbert Bastian, der seit 1992 dieses Amt innehatte, trat 2016 nicht mehr an.
Die Generalversammlung, das oberste Organ des SSV, tritt mindestens einmal jährlich zusammen und wählt die Mitglieder des Präsidiums für jeweils 2 Jahre.

## Struktur des Mannschafts-Spielbetriebs
Oberste Spielklasse des SSV ist die Saarlandliga. Darunter liegt die Verbandsliga. Danach folgen entsprechend Bezirksligen und Kreisligen. Unterste Klasse ist die Kreisliga (6er-Mannschaften), welche ebenfalls regional aufgeteilt ist. Oberhalb der Saarlandliga liegen die Oberliga Südwest sowie die zweite und die erste Bundesliga.

## Geschichte
An der Gründung des SSV 1921 beteiligten sich insbesondere der damals führende Saarverein, die Saarbrücker Schachgesellschaft 1919 (SSG), sowie der Schachclub 1913 Fischbach.
Von 1952 bis 1956 nahm die Mannschaft des SSV an den Schacholympiaden in Helsinki, Amsterdam und Moskau teil. Nach dem Beitritt des Saarlands in die Bundesrepublik Deutschland am 1. Januar 1957 galt das Saarland nicht mehr als teilsouveräner Staat, wodurch eine eigenständige Teilnahme an weiteren Schacholympiaden unmöglich wurde. Stattdessen erfolgte eine Eingliederung des Saarländischen Schachverbands als Landesverband in den Deutschen Schachbund.

### Schacholympiade 1952
Bei der Schacholympiade 1952 in Helsinki erreichte das Saarland nur den 24. Platz von 25 Teilnehmern in der Aufstellung Gerhard Lorson (Brett 1), Otto Benkner (Brett 2), Ernst Weichselbaumer (Brett 3), Felix Jost (Brett 4) und Franz Jacob (1. Reservebrett). Ein Überraschungssieg gelang Benkner gegen den Tschechoslowaken Luděk Pachman.

### Schacholympiade 1954
Die Schacholympiade 1954 in Amsterdam war für die Mannschaft des Saarländischen Schachverband schon erfolgreicher mit dem 22. Platz von 26 Teilnehmern. Der Sieg gegen Jugoslawien in der 4. Vorrundenrunde, die mit zwei Großmeistern (Svetozar Gligorić und Petar Trifunović) angetreten waren, galt als Sensation. Die Mannschaftsaufstellung des Saarlandes war Otto Benkner (Brett 1), Gerhard Lorson (Brett 2), Walter Morena (Brett 3), Otto Kastel (Brett 4), Ernst Weichselbaumer (1. Reservebrett) und Adolf Haas (2. Reservebrett).

### Schacholympiade 1956
1956 fand die Schacholympiade in Moskau statt. Das Saarland erreichte einen 26. Platz von 34 Teilnehmern und blieb in den neun Partien der Finalrunde ungeschlagen. Es bestand die Chance die Finalgruppe C zu gewinnen, wenn der Sieg des Saarlandes in der 6. Finalrunde höher gegen den mit nur vier Spielern angereisten Gruppensieger Philippinen ausgefallen wäre. Die Aufstellung: Otto Benkner (Brett 1), Gerhard Lorson (Brett 2), Ernst Weichselbaumer (Brett 3), Werner Folz (Brett 4), G. Both (1. Reservebrett) und Peter Schmitt (2. Reservebrett).